# Малое Залесье (Архангельская область)
Малое Залесье — деревня в Холмогорском районе Архангельской области.

## География
Находится в центральной части Архангельской области на расстоянии приблизительно 4 км на северо-восток по прямой от районного центра села Холмогоры в центральной части острова Куростров в пойме реки Северная Двина.

## История
В 1859 году здесь (тогда деревни Тушковская 1-я и 2-я Холмогорского уезда Архангельской губернии) было учтено вместе 4 двора, в 1905 — 15. До 2022 года входила в Холмогорское сельское поселение до его упразднения.

## Население
Численность населения: 49 человек (1859 год), 76 (1905), 14 (русские 93 %) в 2002 году, 12 в 2010.